# Сервија (град)
Сервија или Србица (грч. Σέρβια, тур. Serfice, Серфиџе) је град и седиште истоимене општине на северозападу Грчке, у периферији Западна Македонија, односно у округу Кожани. Насеље се налази на западним обронцима планине Камбунице, односно уз десну обалу реке Бистрице (највеће реке у Грчкој).
Према подацима са пописа становништва из 2021. у граду је живело 2.677 становника.

## Историја
Место Србица у Солунској области основали су досељени Срби из Закарпатске Србије, дозволом римског цара Ираклија, 640. године. Али нису се ту дуго задржали. Град је описао у свом делу византијски цар Јован Кантакузин. Област је по том граду носила назив Сервија. Србица је око 879. године била епископска столица Сервијска. Кантакузин је напао на град Србицу 1350. године, док је њим владао српски намесник Прељуб. Из околине Србице је био родом митрополит београдски Дионисије Поповић (рођен око 1750), писао је П. Шафарик.
Према подацима из летописа De administrando imperio византијског цара Константина Порфирогенита, насеље Сервију, односно Србицу основала су још пре 7. века српска племена која су се на то подручје доселила из Бојке (Беле Србије).

## Становништво
Српски историчар Спиридон Гопчевић, 1890. године бележи да је Сервија имала око 3.500 становника, већином муслимана (махом Турака, али и Словена и Грка муслимана) остали су били Грци хришћани и Аромуни. Године 1923. муслиманско становништво је принудно исељено Турску а на њихово место је насељено 290 грчких избегличких породица, укупно 1.112 особа. На попису из 1928. године Сервија је имала 3.250 становника.